# Acratophorum
 (août 2025).
Dans la Grèce antique, le terme acratophorum (grec ancien : ἀκρατοφόρον, akratophóron) désigne tout vase servant à contenir le vin pur avant qu’il ne soit coupé avec de l’eau dans un cratère.

## Source
- Edmond Saglio, « acratophorum », Dictionnaire des Antiquités grecques et romaines, p. 32-33.